# KKAT
Koordinaten: 40° 42′ 47″ N, 111° 55′ 53″ W

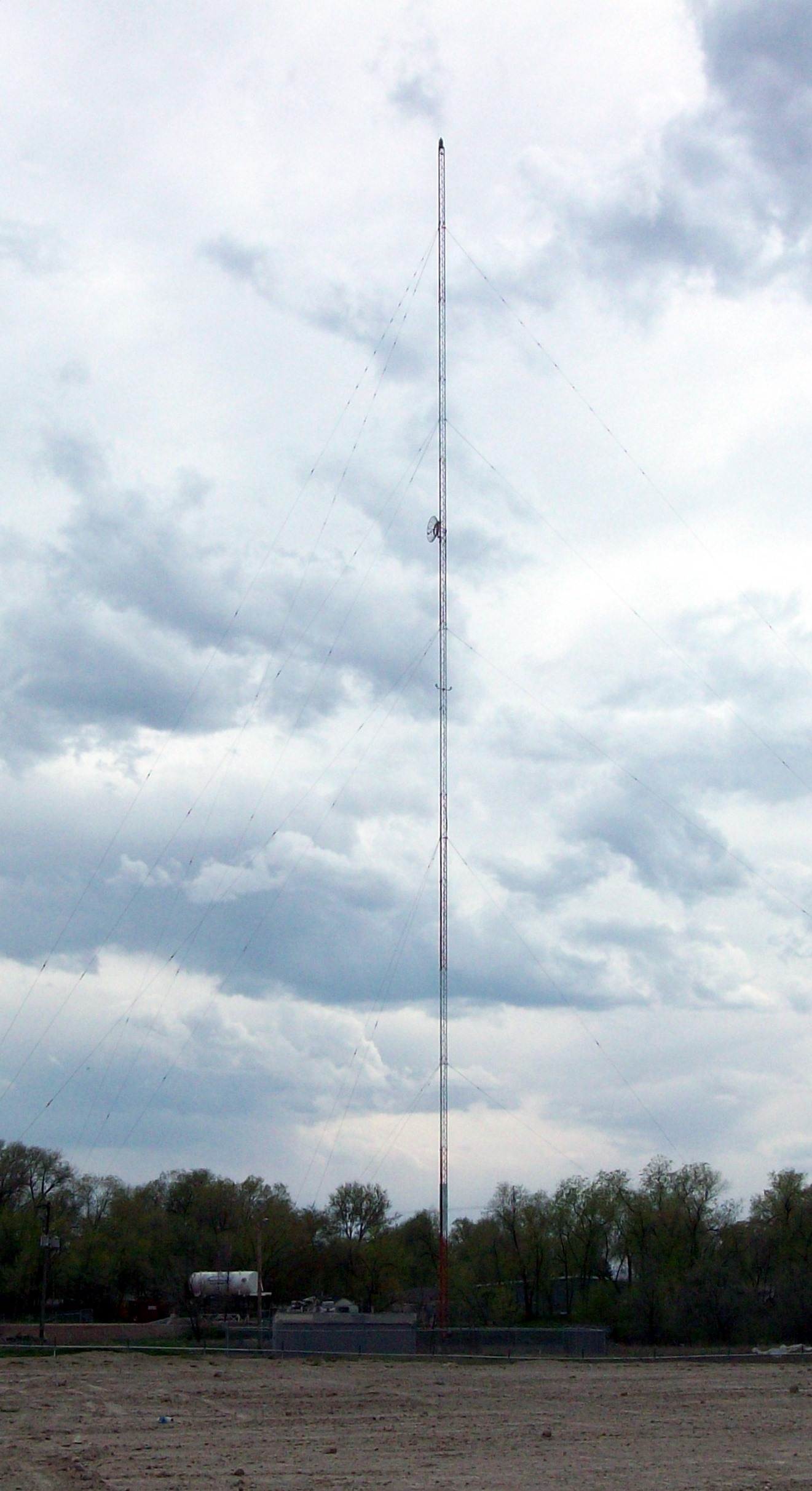
Der Sendemast von KKAT 860 Salt Lake City und KBJA 1640 AM in West Valley City

KKAT  (Utah's Big Talker) ist eine Talkradio Station aus Salt Lake City, Utah. Die Station gehört Cumulus Media.
Die Studios befinden sich in South Salt Lake, hinter der I-15/I-80 Interchange und die Sender stehen in West Valley City. KKAT sendet mit 10 kW und reduziert die Leistung nachts auf knapp 0,2 kW, da die Clear Channel Frequenz für CJBC Toronto als „Class A Station“ auf MW 860 kHz reserviert ist.
Die Schwesterstationen von Cumulus Media in Utah sind KBEE, KBER, KHTB, KFNZ, KENZ, KRUZ und KUBL.